# Les Cabannes (tổng)
Tổng Cabannes là một tổng của Pháp nằm ở tỉnh Ariège trong vùng Occitanie.
Tổng này được tổ chức xung quanh Cabannes ở quận Foix. Độ cao biến thiên từ 490 m (Sinsat) đến 2 912 m (Aston) với độ cao trung bình là 636 m.

## Hành chính
| Giai đoạn | Ủy viên          | Đảng             | Tư cách                                  |
| --------- | ---------------- | ---------------- | ---------------------------------------- |
| 2008-2014 | Christian Loubet | Đảng xã hội Pháp | Thị trưởng Luzenac                       |
| 2001-2008 | Christian Loubet | Đảng xã hội Pháp | Thị trưởng Luzenac                       |
| 1976-2001 | Germain Authié   | Đảng xã hội Pháp | Thượng nghị sĩ Ariège, Thị trưởng Sinsat |
| 1972-1976 | Jean Castel      | Đảng xã hội Pháp | Thị trưởng Pech                          |
| 1964-1972 | René Espy        | Đảng xã hội Pháp | Thị trưởng Luzenac                       |
| 1951-1964 | Jean Durroux     | Đảng xã hội Pháp | Đại biểu Ariège                          |
| 1945-1951 | Aimé Pujol       | PCF              |                                          |

## Các đơn vị hành chính
Tổngs Cabannes bao gồm 25 xã với dân số 2 644 người (điều tra năm 1999, dân số không tính trùng).
| Xã             | Dân số | Mã bưu chính | Mã insee |
| -------------- | ------ | ------------ | -------- |
| Albiès         | 156    | 09310        | 09004    |
| Appy           | 9      | 09250        | 09012    |
| Aston          | 241    | 09310        | 09024    |
| Aulos          | 60     | 09310        | 09028    |
| Axiat          | 35     | 09250        | 09031    |
| Bestiac        | 12     | 09250        | 09053    |
| Bouan          | 30     | 09310        | 09064    |
| Les Cabannes   | 359    | 09310        | 09070    |
| Caussou        | 84     | 09250        | 09087    |
| Caychax        | 18     | 09250        | 09088    |
| Château-Verdun | 39     | 09310        | 09096    |
| Garanou        | 188    | 09250        | 09131    |
| Larcat         | 33     | 09310        | 09155    |
| Larnat         | 16     | 09310        | 09156    |
| Lassur         | 62     | 09310        | 09159    |
| Lordat         | 43     | 09250        | 09171    |
| Luzenac        | 632    | 09250        | 09176    |
| Pech           | 34     | 09310        | 09226    |
| Senconac       | 8      | 09250        | 09287    |
| Sinsat         | 109    | 09310        | 09296    |
| Unac           | 117    | 09250        | 09318    |
| Urs            | 38     | 09310        | 09320    |
| Vèbre          | 124    | 09310        | 09326    |
| Verdun         | 183    | 09310        | 09328    |
| Vernaux        | 28     | 09250        | 09330    |

## Thông tin nhân khẩu
| 1962                                                     | 1968  | 1975  | 1982  | 1990  | 1999  |
| -------------------------------------------------------- | ----- | ----- | ----- | ----- | ----- |
| 3 072                                                    | 3 521 | 3 156 | 3 157 | 2 608 | 2 644 |
| Nombre retenu à partir de 1962 : dân số không tính trùng |       |       |       |       |       |